# Liste der Kirchen in der Lippischen Landeskirche
Die Liste der Kirchen in der Lippischen Landeskirche nennt die Kirchengebäude der Lippischen Landeskirche, die zu den kleineren Landeskirchen im Verbund der Evangelischen Kirche in Deutschland (EKD) gehört. Mit ihren 69 Kirchengemeinden evangelisch-reformierten wie evangelisch-lutherischen Bekenntnisses ist ihr Gebiet zwischen dem Teutoburger Wald und der Weser angesiedelt und ist nicht zu verwechseln mit der Evangelisch-Lutherischen Landeskirche Schaumburg-Lippe. Sie gliedert sich in 4 reformierte und 1 lutherische Klasse.

## Liste
| Bild                                              | Kirche                                          | Ort                                | Gemeinde                               | Klasse                            | Bemerkungen                          | Weblink |
| ------------------------------------------------- | ----------------------------------------------- | ---------------------------------- | -------------------------------------- | --------------------------------- | ------------------------------------ | ------- |
|                                                   | Stadtkirche Bad Salzuflen                       | Bad Salzuflen                      | Bad Salzuflen                          | Klasse West                       |                                      |         |
|                                                   | Auferstehungskirche                             | Bad Salzuflen                      | Bad Salzuflen                          | Klasse West                       |                                      |         |
| Kirche Retzen                                     | Evangelische Kirche Retzen                      | Bad Salzuflen-Retzen               | Retzen                                 | Klasse West                       |                                      |         |
|                                                   | Kilianskirche                                   | Bad Salzuflen-Schötmar             | Schötmar                               | Klasse West                       |                                      |         |
|                                                   | Evangelische Kirche Sylbach                     | Bad Salzuflen-Sylbach              | Sylbach                                | Klasse West                       |                                      |         |
|                                                   | Evangelische Kirche Wülfer-Knetterheide         | Bad Salzuflen-Wülfer-Knetterheide  | Wülfer-Knetterheide                    | Klasse West                       |                                      |         |
|                                                   | Evangelische Kirche Wüsten                      | Bad Salzuflen-Wüsten               | Wüsten                                 | Klasse West                       |                                      |         |
|                                                   | Klosterkirche                                   | Blomberg                           | Blomberg                               | Klasse Ost                        |                                      |         |
|                                                   | Evangelische Kirche Cappel                      | Blomberg-Cappel                    | Cappel                                 | Klasse Ost                        |                                      |         |
|                                                   | Evangelische Kirche Elbrinxen                   | Lügde-Elbrinxen                    | Elbrinxen                              | Klasse Ost                        |                                      |         |
|                                                   | Kloster Falkenhagen                             | Lügde-Falkenhagen                  | Falkenhagen                            | Klasse Ost                        |                                      |         |
|                                                   | Evangelische Kirche Istrup                      | Blomberg-Istrup                    | Istrup                                 | Klasse Ost                        |                                      |         |
|                                                   | Evangelische Kirche Reelkirchen                 | Blomberg-Reelkirchen               | Reelkirchen                            | Klasse Ost                        |                                      |         |
|                                                   | Evangelische Kirche Schieder                    | Schieder-Schwalenberg-Schieder     | Schieder                               | Klasse Ost                        |                                      |         |
|                                                   | Evangelische Kirche Schwalenberg                | Schieder-Schwalenberg-Schwalenberg | Schwalenberg                           | Klasse Ost                        |                                      |         |
|                                                   | Evangelisch-reformierte Kirche Wöbbel           | Schieder-Schwalenberg-Wöbbel       | Wöbbel                                 | Klasse Ost                        |                                      |         |
|                                                   | Evangelische Kirche Almena                      | Extertal-Almena                    | Almena                                 | Klasse Nord                       |                                      |         |
|                                                   | Evangelische Kirche Alverdissen                 | Barntrup-Alverdissen               | Alverdissen                            | Klasse Ost                        |                                      |         |
|                                                   | Evangelische Kirche Barntrup                    | Barntrup                           | Barntrup                               | Klasse Ost                        |                                      |         |
|                                                   | Evangelische Kirche Bega                        | Dörentrup-Bega                     | Bega                                   | Klasse Ost                        |                                      |         |
|                                                   | Evangelische Kirche Bösingfeld                  | Extertal-Bösingfeld                | Bösingfeld                             | Klasse Nord                       | → Hauptartikel : Bösingfeld#Bauwerke |         |
|                                                   | Evangelische Kirche Hillentrup                  | Dörentrup-Hillentrup               | Hillentrup                             | Klasse Ost                        |                                      |         |
| Evangelische Kirche Silixen                       | Evangelische Kirche Silixen                     | Extertal-Silixen                   | Silixen                                | Klasse Nord                       |                                      |         |
| Evangelische Kirche Sonneborn                     | Evangelische Kirche Sonneborn                   | Barntrup-Sonneborn                 | Sonneborn                              | Klasse Ost                        |                                      |         |
|                                                   | Paul-Gerhardt-Kirche                            | Dörentrup-Spork-Wendlinghausen     | Spork-Wendlinghausen                   | Klasse Ost                        |                                      |         |
| Evangelisch-reformierte Kirche Brake              | Evangelisch-reformierte Kirche Brake            | Lemgo-Brake                        | Brake                                  | Klasse Nord                       |                                      |         |
| Friedhofskapelle Wahmbeck                         | Kapelle Wahmbeck                                | Lemgo-Brake                        | Brake                                  | Klasse Nord                       |                                      |         |
| Friedhofskapelle Wiembeck                         | Kapelle Wiembeck                                | Lemgo-Brake                        | Brake                                  | Klasse Nord                       |                                      |         |
|                                                   | Evangelische Kirche Donop                       | Blomberg-Donop                     | Donop                                  | Klasse Nord                       |                                      |         |
|                                                   | Evangelisch-reformierte Kirche Hohenhausen      | Kalletal-Hohenhausen               | Hohenhausen                            | Klasse Nord                       |                                      |         |
|                                                   | Evangelisch-reformierte Kirche Langenholzhausen | Kalletal-Langenholzhausen          | Langenholzhausen                       | Klasse Nord                       |                                      |         |
|                                                   | St. Johann                                      | Lemgo                              | Lemgo St. Johann                       | Klasse Nord                       |                                      |         |
|                                                   | St. Pauli                                       | Lemgo                              | Lemgo St. Pauli                        | Klasse Nord                       |                                      |         |
|                                                   | Evangelische Kirche Lieme                       | Lemgo-Lieme                        | Lieme                                  | Klasse Nord                       |                                      |         |
|                                                   | Evangelische Kirche Lüdenhausen                 | Kalletal-Lüdenhausen               | Lüdenhausen                            | Klasse Nord                       |                                      |         |
|                                                   | Evangelische Kirche Talle                       | Kalletal-Talle                     | Talle                                  | Klasse Nord                       |                                      |         |
|                                                   | Evangelische Kirche Varenholz                   | Kalletal-Varenholz                 | Varenholz                              | Klasse Nord                       |                                      |         |
|                                                   | Evangelische Kirche Voßheide                    | Lemgo-Voßheide                     | Lemgo                                  | Klasse Nord                       |                                      |         |
|                                                   | Alte Dorfkirche (Augustdorf)                    | Augustdorf                         | Augustdorf                             | Klasse Süd                        |                                      |         |
|                                                   | Evangelische Garnisonkirche Augustdorf          | Augustdorf                         | Augustdorf, ev. Militärkirchengemeinde | Klasse Süd                        |                                      |         |
|                                                   | Erlöserkirche                                   | Detmold                            | Detmold-Ost                            | Klasse Süd                        |                                      |         |
|                                                   | Friedenskirche                                  | Detmold-Remmighausen               | Detmold-Ost                            | Klasse Süd                        |                                      |         |
| Christuskirche in Detmold                         | Christuskirche                                  | Detmold                            | Detmold-West                           | Klasse Süd                        |                                      |         |
| Pauluskirche in Detmold/Jerxen-Orbke              | Pauluskirche                                    | Detmold                            | Detmold-West                           | Klasse Süd                        |                                      |         |
| Versöhnungskirche in Detmold                      | Versöhnungskirche                               | Detmold                            | Detmold-West                           | Klasse Süd                        |                                      |         |
| Kirche Heiden                                     | Evangelische Kirche Heiden                      | Lage-Heiden                        | Heiden                                 | Klasse Süd                        | Besonderheit: gedrehter Turmhelm     |         |
| Evangelisch-reformierte Kirche Berlebeck          | Evangelische Kirche Berlebeck                   | Detmold-Berlebeck                  | Berlebeck                              | Klasse Süd                        |                                      |         |
| Evangelisch-reformierte Kirche Heidenoldendorf    | Evangelische Kirche Heidenoldendorf             | Detmold-Heidenoldendorf            | Heidenoldendorf                        | Klasse Süd                        |                                      |         |
| Evangelisch-reformierte Kirche Hiddesen           | Evangelische Kirche Hiddesen                    | Detmold-Hiddesen                   | Hiddesen                               | Klasse Süd                        |                                      |         |
| Evangelisch-reformierte Kirche Pivitsheide        | Evangelische Kirche Pivitsheide                 | Detmold-Pivitsheide V. L.          | Pivitsheide                            | Klasse Süd                        |                                      |         |
| Evangelische Kirche Bad Meinberg                  | Evangelische Kirche Bad Meinberg                | Horn-Bad Meinberg-Bad Meinberg     | Bad Meinberg                           | Klasse Ost                        |                                      |         |
|                                                   | Evangelische Kirche Heiligenkirchen             | Detmold-Heiligenkirchen            | Heiligenkirchen                        | Klasse Süd                        |                                      |         |
| Evangelische Kirche Horn                          | Evangelische Kirche Horn                        | Horn-Bad Meinberg                  | Horn                                   | Klasse Ost                        |                                      |         |
|                                                   | Evangelische Kirche Leopoldstal                 | Horn-Bad Meinberg-Leopoldstal      | Leopoldstal                            | Klasse Ost                        |                                      |         |
|                                                   | Evangelische Kirche Schlangen                   | Schlangen                          | Schlangen                              | Klasse Süd                        |                                      |         |
|                                                   | Evangelische Kirche Kohlstädt                   | Schlangen-Kohlstädt                | Schlangen                              | Klasse Süd                        |                                      |         |
|                                                   | Evangelische Kirche Oesterholz-Haustenbeck      | Schlangen-Oesterholz-Haustenbeck   | Schlangen                              | Klasse Süd                        |                                      |         |
|                                                   | Evangelische Kirche Vahlhausen                  | Detmold-Vahlhausen                 | Vahlhausen                             | Klasse Süd                        |                                      |         |
| Evangelische Kirche in Leopoldshöhe-Bechterdissen | Evangelische Kirche Bechterdissen               | Leopoldshöhe-Bechterdissen         | Asemissen-Bechterdissen                | Klasse West                       |                                      |         |
| Evangelische Kirche in Helpup                     | Evangelische Kirche Helpup                      | Oerlinghausen-Helpup               | Helpup                                 | Klasse West                       |                                      |         |
|                                                   | Johanneskirche                                  | Lage-Kachtenhausen                 | Kachtenhausen                          | Klasse West                       |                                      |         |
|                                                   | St. Johann                                      | Lage                               | Lage                                   | Klasse West                       |                                      |         |
|                                                   | Evangelisch-reformierte Kirche Leopoldshöhe     | Leopoldshöhe                       | Leopoldshöhe                           | Klasse West                       |                                      |         |
|                                                   | Alexanderkirche                                 | Oerlinghausen                      | Oerlinghausen                          | Klasse West                       |                                      |         |
|                                                   | Lipperreihe                                     | Oerlinghausen-Lipperreihe          | Oerlinghausen                          | Klasse West                       |                                      |         |
|                                                   | Bonhoefferhaus (Oerlinghausen)                  | Oerlinghausen-Südstadt             | Oerlinghausen                          | Klasse West                       |                                      |         |
|                                                   | Evangelisch-reformierte Kirche Stapelage        | Lage-Müssen                        | Stapelage-Müssen                       | Klasse West                       |                                      |         |
|                                                   | Erlöserkirche                                   | Bad Salzuflen                      | Bad Salzuflen                          | Klasse lutherisch                 |                                      |         |
|                                                   | Auferstehungskirche                             | Bad Salzuflen                      | Bad Salzuflen                          | Klasse lutherisch                 |                                      |         |
|                                                   | Evangelische Kirche Bergkirchen                 | Bad Salzuflen-Bergkirchen          | Bergkirchen                            | Klasse lutherisch                 |                                      |         |
|                                                   | Martin-Luther-Kirche                            | Blomberg                           | Blomberg                               | Klasse lutherisch                 |                                      |         |
| Martin-Luther-Kirche Detmold                      | Martin-Luther-Kirche                            | Detmold                            | Detmold                                | Klasse lutherisch                 |                                      |         |
| Ostseite St. Michael                              | St. Michael                                     | Detmold-Hiddesen                   | Hiddesen                               | Klasse lutherisch                 |                                      |         |
| Evangelische Kirche Lage                          | Evangelische Kirche Lage                        | Lage                               | Lage                                   | Klasse lutherisch                 |                                      |         |
|                                                   | St. Marien                                      | Lemgo                              | Lemgo St. Marien                       | Klasse lutherisch                 |                                      |         |
|                                                   | St. Nicolai                                     | Lemgo                              | Lemgo St. Nicolai                      | Klasse lutherisch                 |                                      |         |
|                                                   | Eben-Ezer-Kapelle                               | Lemgo                              | Lemgo-Eben-Ezer                        | Klasse lutherisch                 |                                      |         |
|                                                   | Evangelische Kirche Lockhausen                  | Lockhausen-Ahmsen                  | Bad Salzuflen-Lockhausen               | Klasse lutherisch und Klasse West |                                      |         |
|                                                   | Trinitatiskirche                                | Schötmar                           | Schötmar                               | Klasse lutherisch                 |                                      |         |
|                                                   | Versöhnungskirche                               | Bad Salzuflen-Wülfer-Knetterheide  | Schötmar (luth.)                       | Klasse lutherisch                 |                                      |         |